# Epilobium finitimum
Epilobium finitimum är en dunörtsväxtart som beskrevs av Haussk.. Epilobium finitimum ingår i släktet dunörter, och familjen dunörtsväxter. Inga underarter finns listade i Catalogue of Life.